# وضعیت پست‌مدرن
وضعیت پست‌مدرن: گزارشی دربارهٔ دانش (فرانسوی: La condition postmoderne: rapport sur le savoir‎) کتابی است که ژان-فرانسوا لیوتار فیلسوف فرانسوی آن را در سال ۱۹۷۹ نوشت و نویسنده در آن مفهوم دانش در جامعهٔ پست مدرن را به عنوان پایان کلان‌روایت‌ها یا فراروایت‌ها، که وی آن را از ویژگی‌های مدرنیته می‌داند، بررسی می‌کند.
لیوتار اصطلاح «پست‌مدرنیسم» را که قبلاً فقط توسط منتقدان هنری مورد استفاده قرار می‌گرفت، با مشاهدات زیر وارد فلسفه و علوم اجتماعی کرد: «با ساده‌سازی تا حد افراطی، من پست‌مدرن را به عنوان عدم باور به فراروایت‌ها تعریف می‌کنم.»

## به فارسی
حسینعلی نوذری این کتاب را، به انضمامِ مقدّمه‌ای از فردریک جیمسن، از روی ترجمهٔ انگلیسی به فارسی درآورده و منتشر کرده است.